# Опел корса
Опел корса је аутомобил који производи немачка фабрика аутомобила Опел.

## Историјат
Корса је Џенерал моторсов модел из класе малих аутомобила. У већини европских земаља, овај модел је познат под именом „Опел корса“. У Енглеској је продаван под именом „Воксол нова“ (корса А) и „Воксол корса“ (корса Б и Ц). У Јапану носи име „Опел вита“, пошто на тамошњем тржишту постоји Тојотин модел по имену корса. У Аустралији се корсе Б и Ц продају под именом „Холден барина“. Производња за тамошње тржиште је прекинута 2003. године. У САД се од 2004. године производи тип корсе Б под именом „Шевролет Ц2“. Шевролет као и Опел, припада Џенерал моторсу и самим тим је могуће исти тип и модел аута пронаћи на различитим тржиштима под другачијим именима. Тако је на примјер, Опел омега у САД продаван као „Кадилак катера“.
Почетком 2008. године, из производних погона у њемачком Ајзенаху је изашла јубиларна 10-милионита Корса, док је до данас продато преко једанаест милиона примерака.
Корса се у Европи може наћи искључиво као лимузина са 3 или 5 врата. У другим земљама, на примјер у Јужној Америци, корса постоји и као комби или пикап.
До данас су произведене четири генерације овог аутомобила:
- Корса А производила се најдуже, од 1982. до 1993. године.
- Корса Б се у производњи задржала од 1993. до 2004. године.
- Корса Ц се производила од 2000. до 2006. године.
- Корса Д је тренутни модел од 2006. године.[2]

### Опел корса А (1982–1993)
| Бензински мотор | Бензински мотор     | Бензински мотор | Бензински мотор | Бензински мотор  | Бензински мотор    | Бензински мотор |
| Модел           | Мотор               | Радна запремина | Снага           | Обртни момент    | Емисија CO2 (g/km) |                 |
| --------------- | ------------------- | --------------- | --------------- | ---------------- | ------------------ | --------------- |
| 1.0             | четворотактни мотор | 993 cc          | 33 kW @5400 rpm | 68 Nm @2600 rpm  | --                 |                 |
| 1.2             | четворотактни мотор | 1196 cc         | 40 kW @5600 rpm | 88 Nm @2200 rpm  | --                 |                 |
| 1.3             | четворотактни мотор | 1297 cc         | 51 kW @5800 rpm | 99 Nm @3800 rpm  | --                 |                 |
| GSi             | четворотактни мотор | 1598 cc         | 74 kW @5600 rpm | 135 Nm @3400 rpm | --                 |                 |
| Дизел-мотор     |                     |                 |                 |                  |                    |                 |
| Модел           | Мотор               | Радна запремина | Снага           | Обртни момент    | Емисија CO2 (g/km) |                 |
| 1.5 D GL        | дизел-мотор         | 1488 cc         | 37 kW @4800     | 90 Nm @3000      | --                 |                 |

## Галерија
- Корса А
- Корса Б
- Корса Ц
- Корса Д
- Корса Е
- Корса Ф